# Keisuke Mori
Keisuke Mori (født 17. april 1980) er en tidligere japansk fodboldspiller.
Han har spillet for flere forskellige klubber i sin karriere, herunder Sagan Tosu og Mito HollyHock.